# Кримов Василь Петрович
Василь Петрович Кримов (1901— 9 серпня 1941) — радянський воєначальник, полковник, командир 44-ї танкової дивізії.
Народився в 1901 році в с. Варварино Тамбовської губернії в сім'ї робітника.
Закінчив Борисоглібські кавалерійські курси.
У 1921 році закінчив 2-у Ленінградську кавалерійську школу.
З 1923 року проходив службу в Українському військовому окрузі. В 1923-1927 роках, командир взводу кавалерійського ескадрону 7-ї стрілецької дивізії. У 1924 році слухач Київської об'єднаної школи командного складу.
У 1927-1931 роках, командир ескадрону 52-го кавалерійського полку 9-ї кавалерійської дивізії.
У 1931-1932 роках помічник, начальник штабу 52-го кавалерійського полку 9-ї кавалерійської дивізії.
Масове надходження в армію танків дозволило формувати танкові частини і в кавалерії. Якщо в стрілецьких дивізіях формувалися окремі танкові батальйони або роти, то в кавалерійських дивізіях формувалися механізовані полки або окремі загони. У 1932-1933 роках помічник начальника штабу 9-го механізованого полку 9-ї кавалерійської дивізії.
У 1933-1936 роках слухач Військової академії ім. М. В. Фрунзе.
З 1936 року проходив службу в Приволзькому військовому окрузі. З листопада 1936 і протягом 1937 року начальник штабу 4-го моторизованого полку (вогнеметного) 2-ї моторизованої хімічної дивізії.
У 1938-1940 роках начальник штабу 31-ї хімічної танкової бригади. Начальник піхоти 53-ї стрілецької дивізії.
У 1940 році підполковнику В. П. Кримову присвоєно звання полковник.
З 20 липня 1940 року проходив службу у Київському Особливому військовому окрузі (КОВО). 20 липня 1940 року В. П. Кримов заступник командира 49-ї легкотанковой бригади.
З 28 листопада 1940 року призначений командиром 49-ї легкотанковой бригади.
У травні 1941 року командир 44-ї танкової дивізії 18-го механізованого корпусу.
В серпні 1941 року дивізія брала участь в битві під Уманню. 6 серпня під час прориву з оточення В. П. Кримов, будучи важкопораненим, потрапив до німецького полону на буряковому полі біля висоти 203,0 неподалік Голованівська.
9 серпня 1941 року помер від ран у Голованівському таборі військовополонених, похований там же.

## Нагороди
- Медаль «XX років РСЧА».